# SSh-60

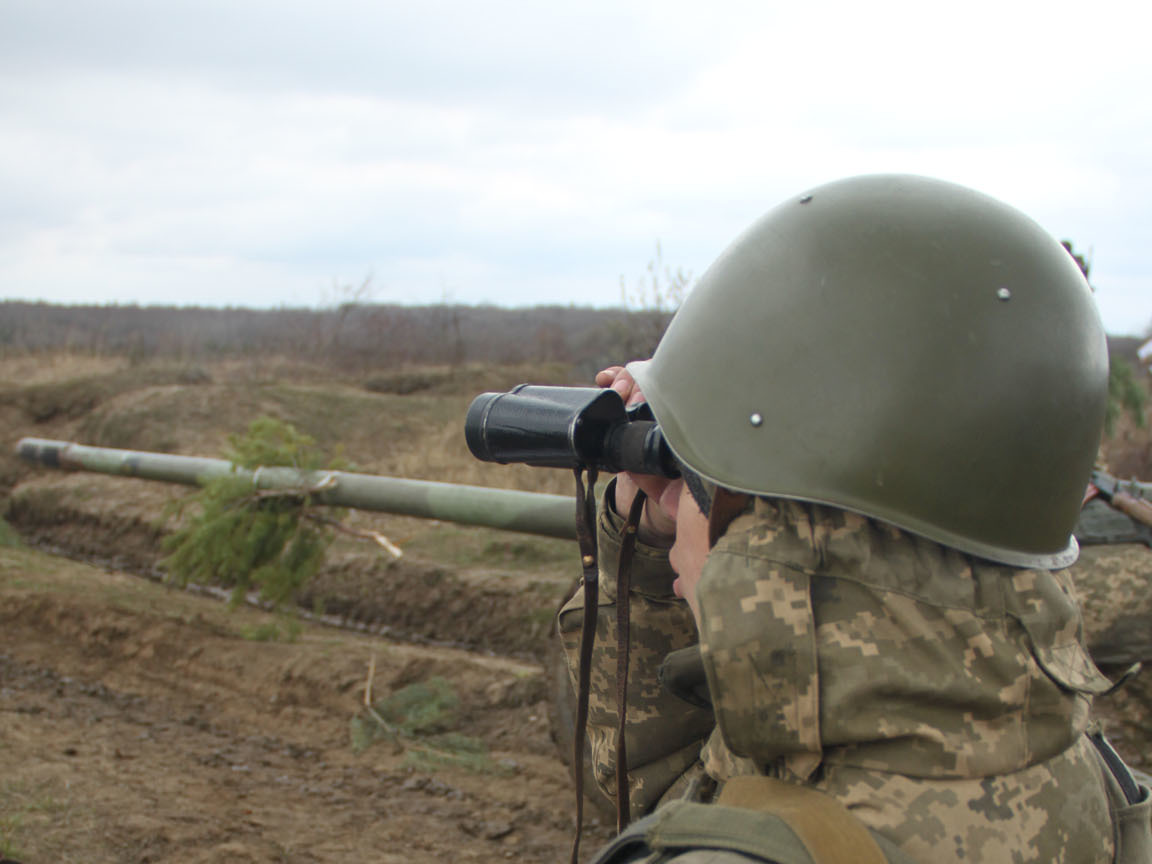
SSh-60

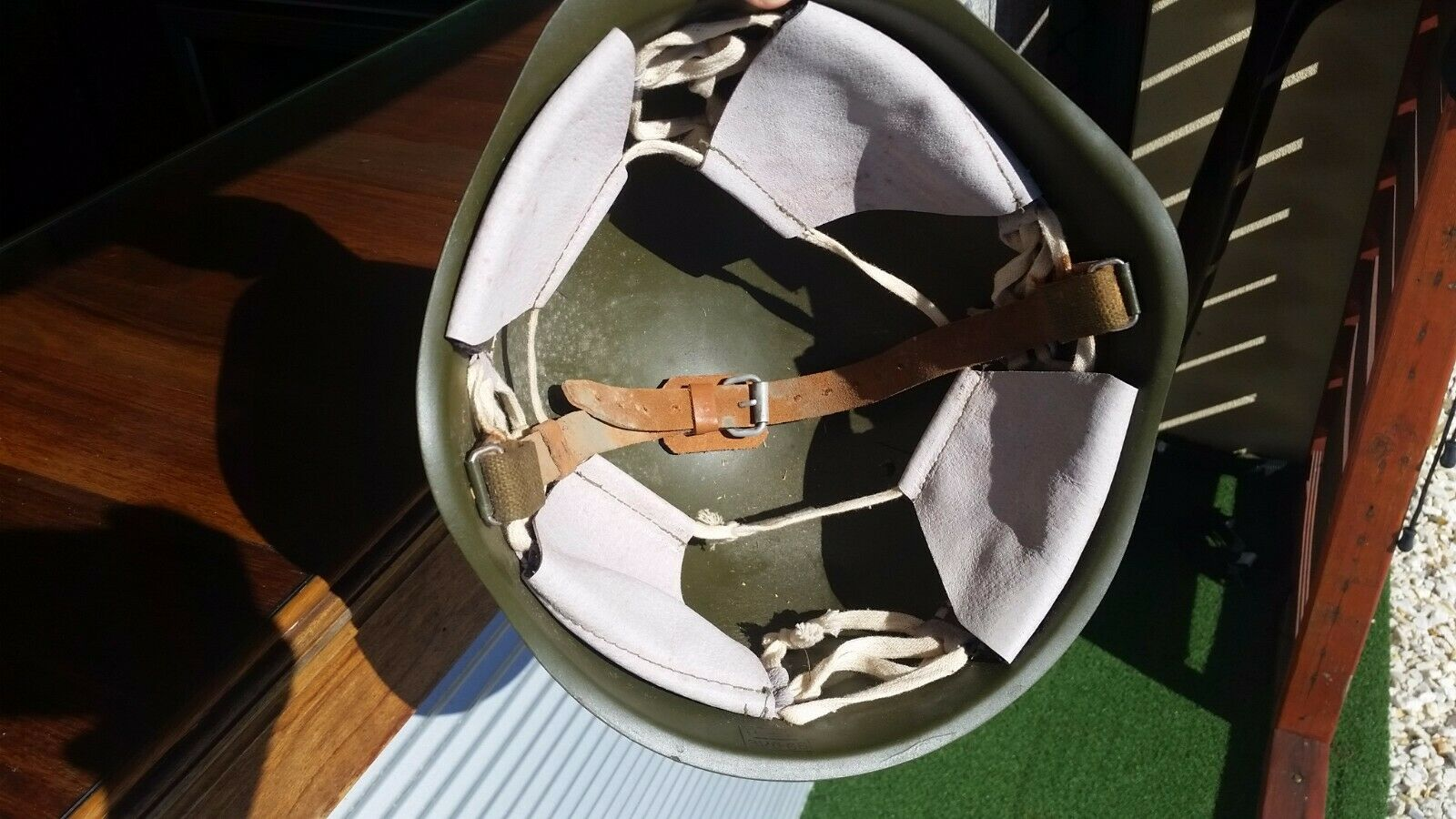
Innenseite mit Helmfutter

Der SSh-60 ist ein sowjetischer, militärischer Stahlhelm.
Es ist eine Weiterentwicklung des im Zweiten Weltkrieg hergestellten SSh-40. Die Produktion des SSh-60 begann in den 1960er Jahren. Äußerlich unterschied der SSH-60 sich nicht sonderlich vom SSh-40. Der SSh-60 hatte einen etwas höheren Scheitel und eine etwas ausgeprägtere Krempe. Die wichtigste Verbesserung war die Möglichkeit im Inneren des Helmes drei Polster als Helmfutter anzubringen. Festgehalten wird der Helm von einem einfachen Kinnriemen.
Der Helm wurde in verschiedene Staaten exportiert so z. B. nach Nordvietnam, Irak oder Syrien.